# Бермуди на літніх Олімпійських іграх 2016
Бермудські острови на літніх Олімпійських іграх 2016 були представлені 8 спортсменами в 5 видах спорту. Жодної медалі олімпійці Бермуд не завоювали.

## Спортсмени
| Дисципліна            | Чоловіки | Жінки | Разом |
| --------------------- | -------- | ----- | ----- |
| Академічне веслування | 0        | 1     | 1     |
| Вітрильний спорт      | 1        | 1     | 2     |
| Легка атлетика        | 2        | 0     | 2     |
| Плавання              | 1        | 1     | 2     |
| Тріатлон              | 0        | 1     | 1     |
| Разом                 | 4        | 4     | 8     |

## Легка атлетика
Легенда
- Note – для трекових дисциплін місце вказане лише для забігу, в якому взяв участь спортсмен
- Q = пройшов у наступне коло напряму
- q = пройшов у наступне коло за добором (для трекових дисциплін - найшвидші часи серед тих, хто не пройшов напряму; для технічних дисциплін - увійшов до визначеної кількості фіналістів за місцем якщо напряму пройшло менше спортсменів, ніж визначена кількість)
- NR = Національний рекорд
- N/A = Коло відсутнє у цій дисципліні
- Bye = спортсменові не потрібно змагатися у цьому колі

Трекові і шосейні дисципліни
| Спортсмен      | Дисципліна                   | Попередній забіг | Попередній забіг | Півфінал        | Півфінал        | Фінал           | Фінал           |
| Спортсмен      | Дисципліна                   | Результат        | Місце            | Результат       | Місце           | Результат       | Місце           |
| -------------- | ---------------------------- | ---------------- | ---------------- | --------------- | --------------- | --------------- | --------------- |
| Гарольд Гюстон | біг на 200 метрів (чоловіки) | 20.85            | 6                | Завершив виступ | Завершив виступ | Завершив виступ | Завершив виступ |

Технічні дисципліни
| Спортсмен   | Дисципліна                   | Кваліфікація       | Кваліфікація | Фінал              | Фінал           |
| Спортсмен   | Дисципліна                   | Результат у метрах | Місце        | Результат у метрах | Місце           |
| ----------- | ---------------------------- | ------------------ | ------------ | ------------------ | --------------- |
| Тайрон Сміт | стрибки в довжину (чоловіки) | 7.81               | 16           | Завершив виступ    | Завершив виступ |

## Академічне веслування
| Спортсмен     | Дисципліна       | Заїзди  | Заїзди | Втішний заплив | Втішний заплив | Чвертьфінали | Чвертьфінали | Півфінали | Півфінали | Фінал   | Фінал |
| Спортсмен     | Дисципліна       | Час     | Місце  | Час            | Місце          | Час          | Місце        | Час       | Місце     | Час     | Місце |
| ------------- | ---------------- | ------- | ------ | -------------- | -------------- | ------------ | ------------ | --------- | --------- | ------- | ----- |
| Мішель Пірсон | одиночки (жінки) | 8:22.15 | 3 QF   | Bye            | Bye            | 7:34.00      | 4 SC/D       | 8:05.78   | 2 FC      | 7:34.41 | 16    |

Пояснення до кваліфікації: FA=Фінал A (за медалі); FB=Фінал B (не за медалі); FC=Фінал C (не за медалі); FD=Фінал D (не за медалі); FE=Фінал E (не за медалі); FF=Фінал F (не за медалі); SA/B=Півфінали A/B; SC/D=Півфінали C/D; SE/F=Півфінали E/F; QF=Чвертьфінали; R=Потрапив у втішний заплив

## Вітрильний спорт
| Спортсмен         | Дисципліна   | Заплив | Заплив | Заплив | Заплив | Заплив | Заплив | Заплив | Заплив | Заплив | Заплив | Заплив | Очки | Підсумкове місце |
| Спортсмен         | Дисципліна   | 1      | 2      | 3      | 4      | 5      | 6      | 7      | 8      | 9      | 10     | M*     | Очки | Підсумкове місце |
| ----------------- | ------------ | ------ | ------ | ------ | ------ | ------ | ------ | ------ | ------ | ------ | ------ | ------ | ---- | ---------------- |
| Кемерон Піментель | Лазер        | 31     | 45     | 41     | 27     | 44     | 42     | 39     | 34     | 42     | 39     | EL     | 339  | 41               |
| Сесілія Вольман   | Лазер радіал | 32     | 28     | 33     | 35     | 35     | 33     | 34     | 33     | 32     | 32     | EL     | 291  | 34               |

M = Медальний заплив; EL = Вибув – не потрапив до медального запливу

## Плавання
| Спортсмен        | Дисципліна                       | Попередній заплив | Попередній заплив | Півфінал         | Півфінал         | Фінал            | Фінал            |
| Спортсмен        | Дисципліна                       | Час               | Місце             | Час              | Місце            | Час              | Місце            |
| ---------------- | -------------------------------- | ----------------- | ----------------- | ---------------- | ---------------- | ---------------- | ---------------- |
| Джуліан Флетчер  | 100 метрів брасом (чоловіки)     | 1:02.73           | 40                | Завершив виступ  | Завершив виступ  | Завершив виступ  | Завершив виступ  |
| Ребекка Хейлігер | 50 метрів вільним стилем (жінки) | 26.54             | 52                | Завершила виступ | Завершила виступ | Завершила виступ | Завершила виступ |

## Тріатлон
| Спортсмен   | Дисципліна | Плавання, 1,5 км | Перехід 1 | Велосипед, 40 км | Перехід 2 | Біг, 10 км | Загалом Time | Місце |
| ----------- | ---------- | ---------------- | --------- | ---------------- | --------- | ---------- | ------------ | ----- |
| Флора Даффі | жінки      | 19:08            | 0:52      | 1:01:29          | 0:41      | 36:15      | 1:58:25      | 8     |